# Wilbert Harrison
Wilbert Harrison (Charlotte, 6 januari 1929 - Spencer, 26 oktober 1994) was een Amerikaanse zanger en muzikant.

## Carrière
Zijn eerste single was This Woman of Mine / The Letter (1953). De A-kant gebruikte dezelfde melodie als het door Jerry Leiber & Mike Stoller gecomponeerde nummer K.C. Lovin' (1952). Het jaar daarop volgde Nobody Knows My Troubles / Gin and Coconut Milk, voordat hij vanaf augustus 1954 ging opnemen bij Savoy Records. Tijdens deze eerste sessie ontstonden Don't Drop It / The Ways of a Woman. De volgende acht singles, tot begin 1959, kwamen er onder producent Fred Mendelsohn. Ook de hoog gekwalificeerde instrumentale begeleiding door Mickey Baker en Kenny Burrell (gitaar) en Buddy Lucas (saxofoon) hielp niet om een plaats in de hitlijst te veroveren. Begin 1959 vroeg hij aan de labeleigenaar Herman Lubinsky of hij Kansas City mocht opnemen, maar die stuurde hem naar Bobby Robinson, de eigenaar van het kleine label Fury Records.
Die produceerde met Harrison het in rockabillystijl gearrangeerde Kansas City / Listen, My Darling, opgenomen in de New Yorkse Bell Sound Studios voor maar 40 dollar studiokosten. Kansas City was een coverversie van de in 1952 door Lieber & Stoller geschreven en door Little Willie Littlefield vertolkte blues.
De opnamesessie vond plaats in februari 1959 met begeleiding van de gitarist Wild Jimmy Spruill (met een buitengewoon vinnige gitaarsolo) en King Curtis (tenorsaxofoon). Harrison speelde piano. Aan het eind van de opnamesessie ontstond de song in minder dan een half uur. Na de publicatie in maart 1959 haalde het nummer in april 1959 de pophitlijst, waarin die vanaf 18 mei 1959 twee weken lang de toppositie bezette en zelfs zeven weken in de r&b-charts stond. Hij haalde het tegen vier tegelijk verschenen versies: van Hank Ballard and the Midnighters, een herpublicatie van Littlefields origineel, Rocky Olson en Ronald & the Rebels. Tot eind 1959 werden van Harrisons versie meer dan drie miljoen exemplaren verkocht.
Nadat Harrisons versie de markt veroverde, werd hij aangeklaagd door Savoy Records wegens contractbreuk, omdat hij nog een geldig contract had bij hen. Het gerecht besliste dat tot de bijlegging van de geschil in 1961 Fury Records geen platen van Harrison mocht publiceren. Bijgevolg was er bij Fury Records geen echte opvolgende single. Ter vervanging bood het kleine label Glades een single aan, die echter flopte. Lubinsky verloor het proces, maar Harrison was de aansluiting definitief kwijt.
Na vele platenlabels belandde hij uiteindelijk bij Sue Records, waar zijn eigen compositie Let's Work Together (december 1969) werd gepubliceerd en de 20e plaats van de pophitlijst haalde. Het betrof hier een remake van de in 1962 bij Fury Records verschenen opname Let's Stick Together. De grootste hit hiermee scoorde echter de bluesrockband Canned Heat toen die twee maanden later tot op de 2e plaats doordrongen in de Britse hitlijst. Bryan Ferry bracht in juni 1976 zijn versie op een 4e plaats in de Britse hitlijst onder de oorspronkelijke titel Let's Stick Together.

## Overlijden
Wilbert Harrison overleed op 65-jarige leeftijd aan de gevolgen van een beroerte.

## Discografie(tussen haakjes de opnamedatum)
- 1953: This Woman of Mine / The Letter (Rockin')

Savoy Records
- 1955: Women and Whiskey / Da Dee Ya Da (Wilbert Harrison & The Roamers)
- 1955: Florida Special / Darling, Listen to This Song (20 juni 1955)
- 1956: Confessin' My Dream / The Way I Feel (9 juli 1956)
- 1957: My Love Is True / I Know My Baby Loves Me (4 juni 1957)
- 1958: Baby Don't You Know / My Love for You Lingers On (4 juni 1957)
- 1959: Don't Drop It / Baby Don't You Know (4 juni 1957)

Fury Records:
- 1959: Kansas City / Listen, My Darling (23 februari 1959)

Glades Records
- 1959: Gonna Tell You a Story / Letter Edged in Black

Fury Records
- 1959: Cheating Baby / Don't Wreck My Life
- 1960: Goodbye Kansas City / 1960
- 1960: C. C. Rider / Why Did You Leave
- 1960: Since I Fell for You / Little School Girl
- 1961: The Horse / Da-De-Ya-Da (Anything for You)
- 1961: Happy in Love / Calypso Dance
- 1961: Drafted / My Heart Is Yours
- 1962: Let's Stick Together / Kansas City Twist
- 1962: Let's Stick Together / My Heart Is Yours

### Wilbert Harrison and his Kansas City Playboys
- 1962: Off to School Again / Broke (Doc)

### Wilbert Harrison
- 1963: Near to You / Say It Again (Sea Horn)
- 1964: New York World’s Fair / Mama, Mama, Mama (Constellation Records)
- 1965: Baby Move On / You're Still My Baby (Port)
- 1965: Don't Take It so Hard / Sugar Lump (Port)
- 1966: Please Forgive Me / Poison Ivy (Vest)
- 1966: Clementine / Sentimental Journey (Dee-Su)
- 1967: No One's Love but Yours / Mini-Parade (Roulette)
- 1967: Lawdy Miss Clawdy / The Whatchamacalla (Roulette)
- 1969: Shoot You Full of Love / Louie, Louie (Juggernaut)
- 1969: Let's Work Together (Part 1) / Let's Work Together (Part 2) (Sue)
- 1970: C. C. Rider / Since I Fell for You (Bell)
- 1970: My Heart Is Yours / Pretty Little Woman (Wet Soul)
- 1970: My Heart Is Yours / Pretty Little Women (SSS International)
- 1972: Get It While You Can / Amen (Hot Line)
- 1973: Kansas City / Listen My Darling (Eric)

- Bibliothèque nationale de France: cb13946794h (data)
- Gemeinsame Normdatei: 134398653
- International Standard Name Identifier: 0000 0000 5519 1001
- Library of Congress Control Number: n92118411
- MusicBrainz: 4d12dcc2-ab89-4f68-aa7b-0939a839a068
- Nationale Bibliotheek van Tsjechië: xx0204770
- Virtual International Authority File: 66656765
- WorldCat: E39PBJwMCggV7xgMBpDxXPXDbd